# Owetsch-Gletscher
Der Owetsch-Gletscher (bulgarisch ледник Овеч lednik Owetsch) ist ein 3,5 km langer Gletscher auf Smith Island im Archipel der Südlichen Shetlandinseln. Er fließt von den Südosthängen der Imeon Range ostsüdöstlich des Drinov Peak in ostsüdöstlicher Richtung zur Nikolov Cove.
Bulgarische Wissenschaftler kartierten ihn 2008. Die bulgarische Kommission für Antarktische Geographische Namen benannte ihn im selben Jahr nach der mittelalterlichen Festungsanlage Owetsch im Nordosten Bulgariens.